# 制造小孩的正确方法！
《制造小孩的正确方法》是由森田毬太（日语：もりた毬太）原作、黑田高祥（日语：黒田高祥）作画的日本漫画作品，于小学馆《週刊少年Sunday》2012年21、22合并号至2013年42号连载。

## 故事简介
无论哪里都很平凡的高中男生田中悠，对青梅竹马的同班同学高嶺今日子很有好感，但自认配不上可爱又体育万能而在班上备受欢迎的她，一直只是暗恋。直到有一天，辰未来人突然出现，告知其遗传基因毁灭了未来人类。来人是为了阻止人类灭亡而从未来被传送来的反叛者。他说，能使悠的基因失效的人唯有今日子，二人结婚的话，人类就能避免灭亡。于是拯救人类的历程开始了……

## 登场人物

### 主要人物
田中悠（たなか ゆう，Tanaka Yuu）
隐藏着会让遥远未来人类灭绝的基因，毫不起眼的高中一年级学生。
高嶺今日子（たかね きょうこ，Takane Kyouko）
悠的青梅竹马，和悠生孩子不会毁灭未来的世界唯一的基因携带者。
最後與悠結婚，並在25歲時誕下了來人與明日香。
辰未来人（たつみ らいと，Tatsumi Raito）
为了消除悠体内沉睡的基因而从未来过来的时间旅行者。
最後作為悠和今日子的孩子誕生。

### 敌对势力
德井明日香（とくい あすか，Tokui Asuka）↔操纵者/操作者（マリオネッター，Marionetter）
悠和今日子的同级生。原形是未来的能力者“操纵者”。
最後作為悠和今日子的孩子誕生。
久遠寺（くおんじ，Kuonji）↔连结者/连接者/传粉者/传递者（ポリネーター，Pollinater）
另一个转学生，敌方势力的刺客。信息素操纵能力者。
時任小百合（ときとう さゆり，Tokitou sayuri）↔变身者（モルファー，Morpher）
学校新来的保健老师。原形是未来的能力者“变身者”。
解体者（デモリッシャー，Demolition）
搬运者/运输者（トランスポーター，Transporter）
总统
未来的能力者，明日香本来的父亲。

### 其他人物
一之瀬暦（いちのせ こよみ，Ichinose Koyomi）
假期结束时转学来的，悠和今日子的青梅竹马，悠本来的结婚对象。
土田（つちだ，Tsuchida）
悠和来人的同学。对食男事件饶有兴趣……！？
手島（てしま，Teshima）
春野紫（はるの ゆかり，Haruno yukari）
在卡拉OK店打工的上个年级的前辈。
本條
前辈，篮球部的队长，今日子本来的结婚对象。
矢島
2班的可爱女生，第一个被精神操纵的人。

## 专有名词
能力者（のうりょくしゃ，Nouryokusya）
反叛者
皮肤电脑/电路肌肤（Skin Computer）
用无数个覆盖在身体表面的肉眼不可见的微型电路的力量，可以发挥电击、影像显示等各种各样的能力。
阿修温（Asyuvin）
在未来利用病毒支配世界的巨大组织。
A-病毒（A-Virus）
死之病毒（しのウィルス，ShinoVirus）
致变原基因（へんいげんいでんし，Henigenidenshi）